# Magnus Wislander
Hans Einar Magnus Wislander (22 de febrer de 1964, Göteborg, Suècia) és un exjugador d'handbol suec, retirat el 2005. Jugava en la posició de central, és considerat un dels millors jugadors de la història, i fou triat Millor jugador d'Handbol del segle XX.
Des del seu debut a la selecció nacional sueca el 1985, hi va jugar al voltant de 380 partits, i hi marcà 1000, essent el jugador que més partits ha jugat i més gols ha marcat amb la selecció de Suècia. Va jugar pel Redbergslids IK, el Göteborg, i el THW Kiel, equip aquest darrer on va arribar al punt culminant de la seva carrera, tot i que la seva assignatura pendent fou la Lliga de Campions de l'EHF, en què arribà a la final el 2000 però perdé contra el FC Barcelona, i fou tres cops semifinalista, els anys 1996, 1997 i 2001.

## Campionat del món
- 1990 -  or
- 1993 -  bronze
- 1995 -  bronze
- 1997 -  argent
- 1999 -  or
- 2001 -  argent

## Campionat d'Europa
- 1994 -  or
- 1998 -  or
- 2000 -  or
- 2002 -  or